# Damjan Vuklišević
Damjan Vuklišević, slovenski nogometaš, * 28. junij 1995.
Vuklišević je profesionalni nogometaš, ki igra na položaju branilca. Od leta 2022 je član slovenskega kluba Celje. Ped tem je igral za slovenske klube Maribor, Veržej, Krško, Rudar Velenje in Domžale ter češki Slovan Liberec. Skupno je v prvi slovenski ligi odigral vč kot 130 tekem in dosegel več kot deset golov. Z Mariborom je osvojil naslov slovenskega državnega prvaka v sezonah 2013/14 in 2014/15 ter SuperPokal v letih 2013 in 2014. Bil je tudi član slovenske reprezentance do 17, 18 in 19 let.